# Odměrný válec

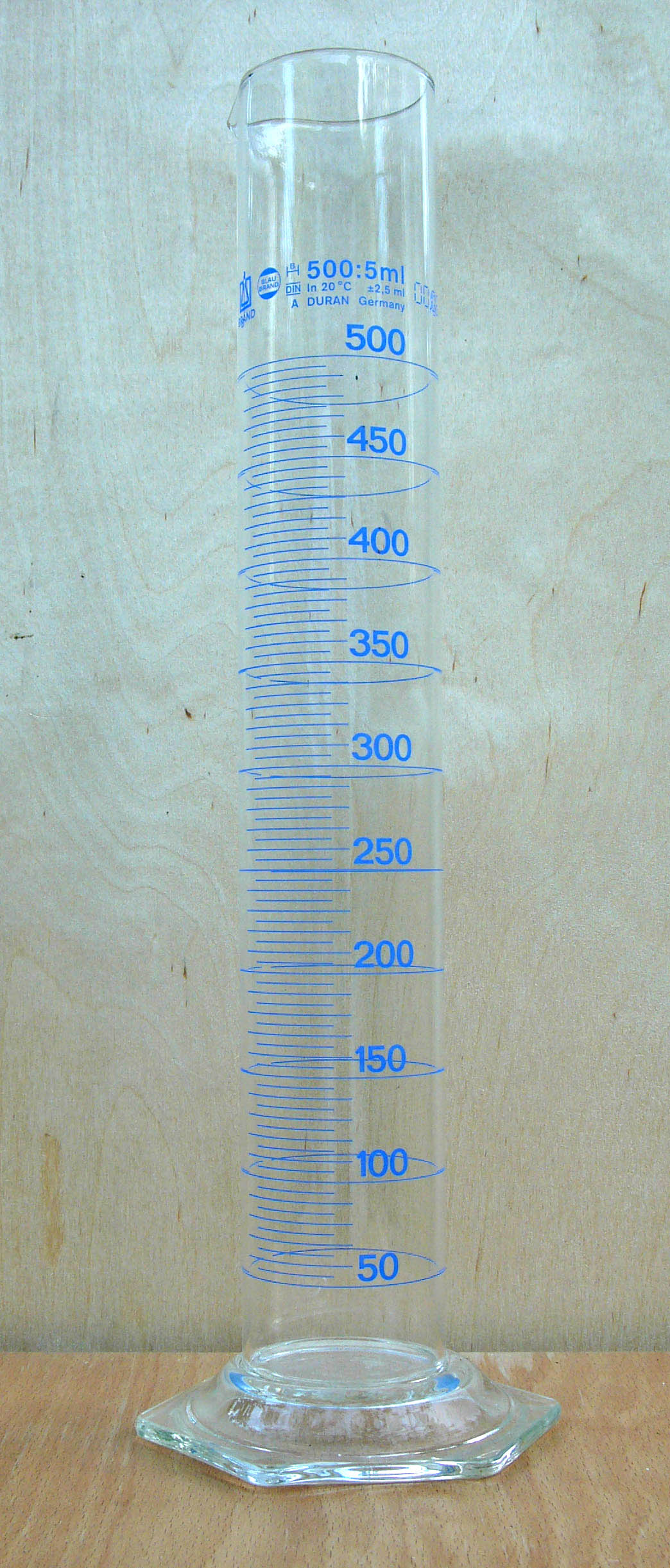
Odměrný válec pro 500 ml

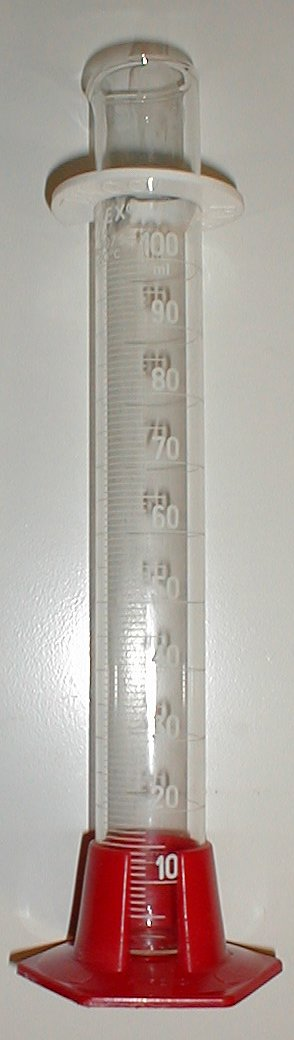
Odměrný válec pro 100 ml

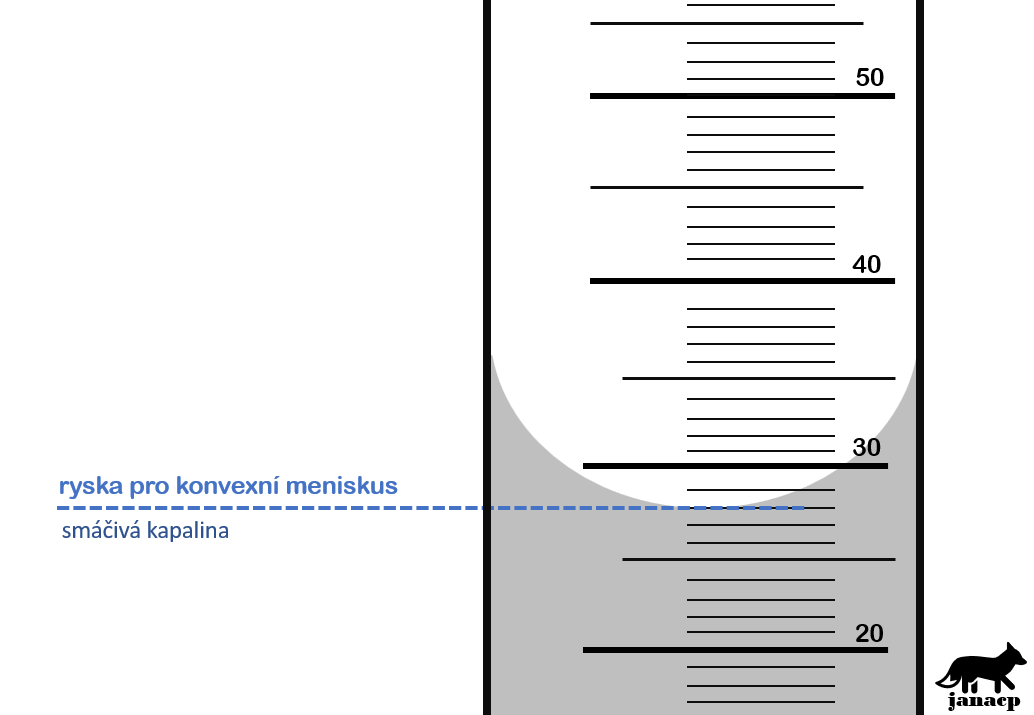
Ryska pro konvexní meniskus – smáčivá kapalina

Odměrný válec je plastová nebo skleněná dutá nádoba s ryskami, která je určena k odměřování přibližného objemu kapalin nebo pevných látek. Nejčastěji se používá v chemické laboratoři k odměřování objemů kapalin nebo roztoků látek o známe koncentraci pro chemické reakce. K odměření objemu vody se odečítá nejnižší bod menisku a u rtuti nejvyšší bod menisku; jinými slovy, odečítá se výška středu hladiny.

## Objem pevných těles
Díky odměrným válcům můžeme také určit objem pevných těles. Toto měření se provádí tak, že na začátku se zaznamená daný objem kapaliny ve válci a následně se dovnitř vloží pevné těleso. Od hodnoty objemu kapaliny po vložení tělesa se odečte objem kapaliny ze začátku a výsledkem je daný objem pevného tělesa.

## Externí odkazy

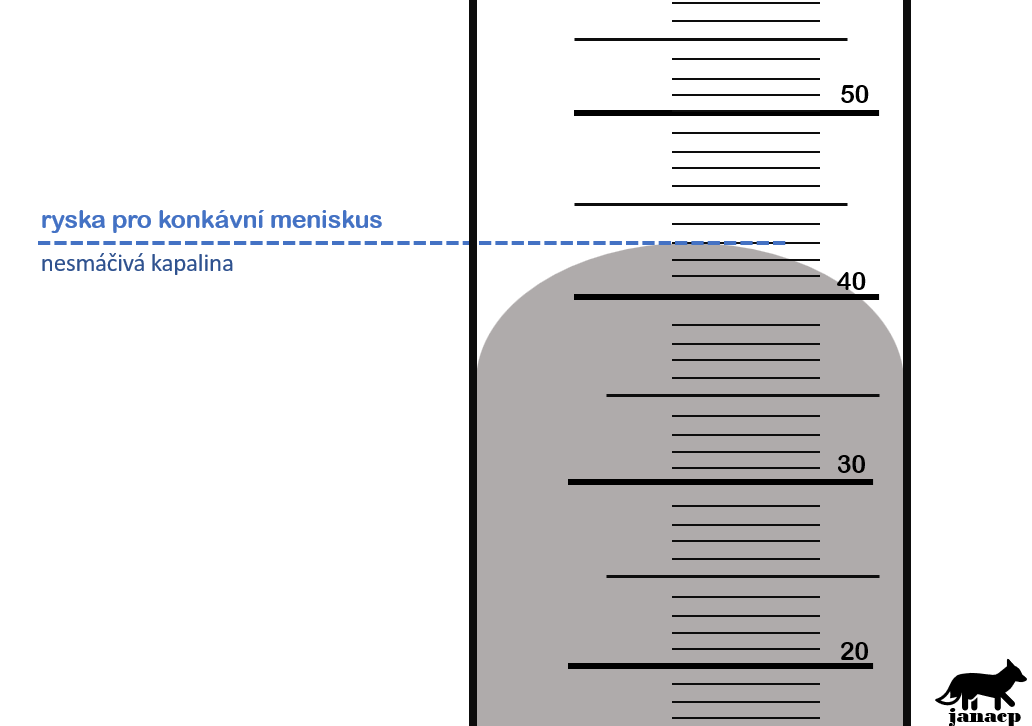
Ryska pro konkávní meniskus – nesmáčivá kapalina